# Érd TV
Az Érd TV Pest megye legnagyobb településének, Érdnek az egyetlen, önkormányzati fenntartású tévécsatornája. A 2005-2022 közt fennálló, 24 órás műsor szerves részét képezte az Érd Médiacentrumnak az Érd FM 101.3, az Érdmost.hu helyi hírportál és a keddenként ingyenesen kihordott hetilap, az 1991 óta megszakítás nélkül megjelenő Érdi Újság mellett. A médiaközpont főszerkesztője Kövesdi Péter.

## Története
A városi televízió igen kezdetleges arculattal és technikai felszereltséggel, a városi közgyűlés élő közvetítésével indult 2005. október 20-án 09 óra 10 perckor (bár a tesztadások már nyáron elkezdődtek). Ezt megelőzően a százhalombattai Halom TV számolt be a város fontosabb eseményeiről. Az indulás kiváltó oka pontosan az volt, hogy Döcsakovszky Béla érdi és Vezér Mihály százhalombattai polgármester nem tudott megegyezni egy 50-50%-ban közösen finanszírozott kistérségi televízió indításáról, viszont az érdi szocialista városvezetés a Halom TV Érdi óra című magazinjának költségeihez sem járult hozzá. 
2008 nyarán az Érdi Újság hozta le az első arculatfrissítés hírét. A logó mellett a műsorstruktúra is gyökeres változáson esett át, új kulturális, sport és ifjúsági magazinok indultak.
2014. február 23-án újabb vérfrissítés történt, amikor az érdi önkormányzat hét évre elnyerte a 101,3 MHz frekvenciát, ahol korábban a Rádió6 sugárzott. Így jött létre az Érd FM 101.3, két nappal később pedig az új hírportállal az Érd Médiacentrum.
2015 és 2020 áprilisában is megújult a tévé külseje, a koronavírus-járvány első hullámának lecsengése után pedig a városi média kitelepült a nézők elé egy egész nyarat felölelő rendezvénysorozat első délutánján. 2021 őszétől hasonló koncepcióban hallható az érdi rádióban a Majdnem szombat című műsor, melyet a tévé ismert arcai, Gárdos Attila és a kezdetek óta a tévénél dolgozó Endresz Dóra, valamint Szily Nóra, Novák Péter és más érdi hírességek vezetnek heti váltásban.
A tévé a Telekom hálózatán kezdettől fogva, a Digi kábeltévén 2016. június 23.-tól lekapcsolásáig fogható volt az egész járás területén. Potenciális nézőszáma 2007-ben kb. 40 ezer fő volt, később azonban már meghaladja a 100 ezret, de egyes adásai az interneten – a tévé önálló létezésének idején az azóta megszüntetett erdtv.hu oldalon, manapság az Érdmost YouTube-csatornáján – is elérhetőek voltak. A csatorna nettó adásideje nagyjából napi 10-11 óra volt, a fennmaradó időben 2020 óta a rádió adását hallhatták a nézők a képújság alatt, melyen a médiaközpont híreinek kivonata, információk és hirdetések forogtak. Az Érd TV műsorismertetése 2014-2018 között az Érdmoston is fellelhető volt, ám a honlap 2018 végi és 2021 végi vérfrissítése között csak az Érdi Újságban volt elérhető.
2022-ben elindult a városi média folyamatosan bővülő archív videócsatornája, az Érd TV Retro a legnagyobb videómegosztón. A csatorna indulásának első pár évében készült magazinjai listázódnak itt. Emellett a 2013 és 2014 közötti műsorokat az inaktív Híradó Érd, a 2014 óta készült (már szélesvásznú) adásokat pedig, egészen napjainkig, az ÉRD TV csatornán (is) meg lehet találni.

A lineáris Érd TV 2022. augusztus 1. napjától 24 órában képújságot sugároz, figyelmeztető szöveggel. A kábeltévés adás szeptember 1. napjával megszűnik, az Érd Médiacentrum nem újítja meg a lejáró műsorszolgáltatási szerződést. A tartalomgyártás a YouTube-on folytatódik, mellette fut tovább a rádió és az Érdi Újság is. Kövesdi Péter főszerkesztő az átállásról azt nyilatkozta: 
„Osztottunk, szoroztunk, és úgy döntöttünk, hogy a több mint 17 éve működő Érd TV-t átköltöztetjük a YouTube-ra. Ezzel – úgy gondolom – egyelőre úttörők vagyunk, szerintem kevés város gondolja úgy, hogy nem a helyi tévé minden áron történő megtartása a cél, hanem a működő kommunikáció a lakossággal. Kimondtuk, egy hagyományos lineáris televízió napi működése akkora humán erőforrást igényel, és annyira másfélét, mint az egyébként sokkal hatékonyabb online tartalom-előállítás, hogy képtelenség volt a kettőt párhuzamosan működtetni.”

## Jelenlegi műsorok
A listában felsoroltak mellett az érdi városi televízió archív anyagokat közöl újra (ilyen a 2011-ben készült tízrészes helytörténeti sorozat, a Monda és valóság határán), felvételről adja a városi sportegyesületek zömének (férfi labdarúgás, női kézilabda, kosárlabda, röplabda) mérkőzéseit, továbbá a lineáris csatornán átvett művészfilmeket, a Partizán interjúműsorait, és más külső gyártású műsorokat, mint az Eötvös10, a Honvéd7, a Ki-kibeszélt Művészet és a Vajtó és a Világ.
- 7 Nap – heti hírösszefoglaló (Ölvedi Réka), csak kábelen
- Érdi Napló – hírműsor hétköznap 18 órakor (Gárdos Attila, Endresz Dóra)
- Mondjuk a magunkét – kérdések az utca emberéhez
- Párbeszéd – beszélgetés aktuális témákról (Gárdos Attila)
- Érdi Történetek – saját gyártású dokumentumfilm-sorozat
- Playoff – sportmagazin (Pecsuvácz Péter, Domonkos Bálint)
- Mozgás – fitneszmagazin
- CarFace – Bódi Csabi Jr. autós magazinja (2021 óta szünetel), csak kábelen
- Hit és Lélek – Érd katolikus, református, görögkeleti és adventista papjainak hétvégi istentisztelete
- Negyedik negyed – Fodor János kulturális interjúműsora, csak kábelen
- Esti Mese
- OkosPercek (szünetel)
- Kulisszatitkok (szünetel)
- Arcélek
- Toll, papír, kamera
- Zöldjárat
- Érdikum – az érdi értéktár bemutatása
- A múzeumkert szobrai
- Suli TV (szünetel)

### Megszűnt műsorok
- 187
- Aréna (ma Playoff)
- Érdi Panoráma (ma 7 Nap) – első adás: 2005. november 4.
- Etika Klub
- Felpörgető – film- és programajánló
- Fény-Kép – kulturális magazin
- Fogadóóra – kérdezzen a polgármestertől!
- Földközelben – környezetvédelem, ökológia – első adás: 2007. szeptember 17.
- Halvízió
- HáziMozi
- Híradó (ma Érdi Napló) – első adás: 2005. október 21.
- Ifipark
- #maradjotthon
- Mikrofonláz – ifjúsági magazin
- Mojito – buli, szórakozás, programok – első adás: 2006. november 6.
- Mozgás – sportmagazin
- Négyszemközt (ma Párbeszéd)
- Per helyett – jogi esetek
- Polgár-társ – vallás, kultúra, civil társadalom
- Tea két személyre
- Ütköző – politikai vitaműsor – első adás: 2005. december 1.
- Vitalitás – első adás: 2006. szeptember 6.